# Sitta magna
Sitta magna é uma espécie de aves da família Sittidae originária de zonas da Ásia oriental. É a espécie de maior tamanho do seu género, com 19,5 cm de comprimento, e é predominantemente de cor cinzenta com excepção de alguns tons castanhos avermelhados nas partes ventrais da fêmea, cuja lista ocular é mais clara do que a do macho. O bico é bem mais volumoso do que o doutros Sitta.
Vivem nas montanhas do sudoeste da China e norte da Tailândia, acredita-se que já esteja extinta em Myanmar. O seu habitat natural são as florestas de pinheiros nas montanhas tropicais ou subtropicais. No norte da Tailândia utilizam o Pinus kesiya para se alimentarem e nidificar. Ambos os pais cuidam das suas crias. Têm geralmente três pintainhos, que abandonam o ninho passados 20 a 23 dias da eclosão.

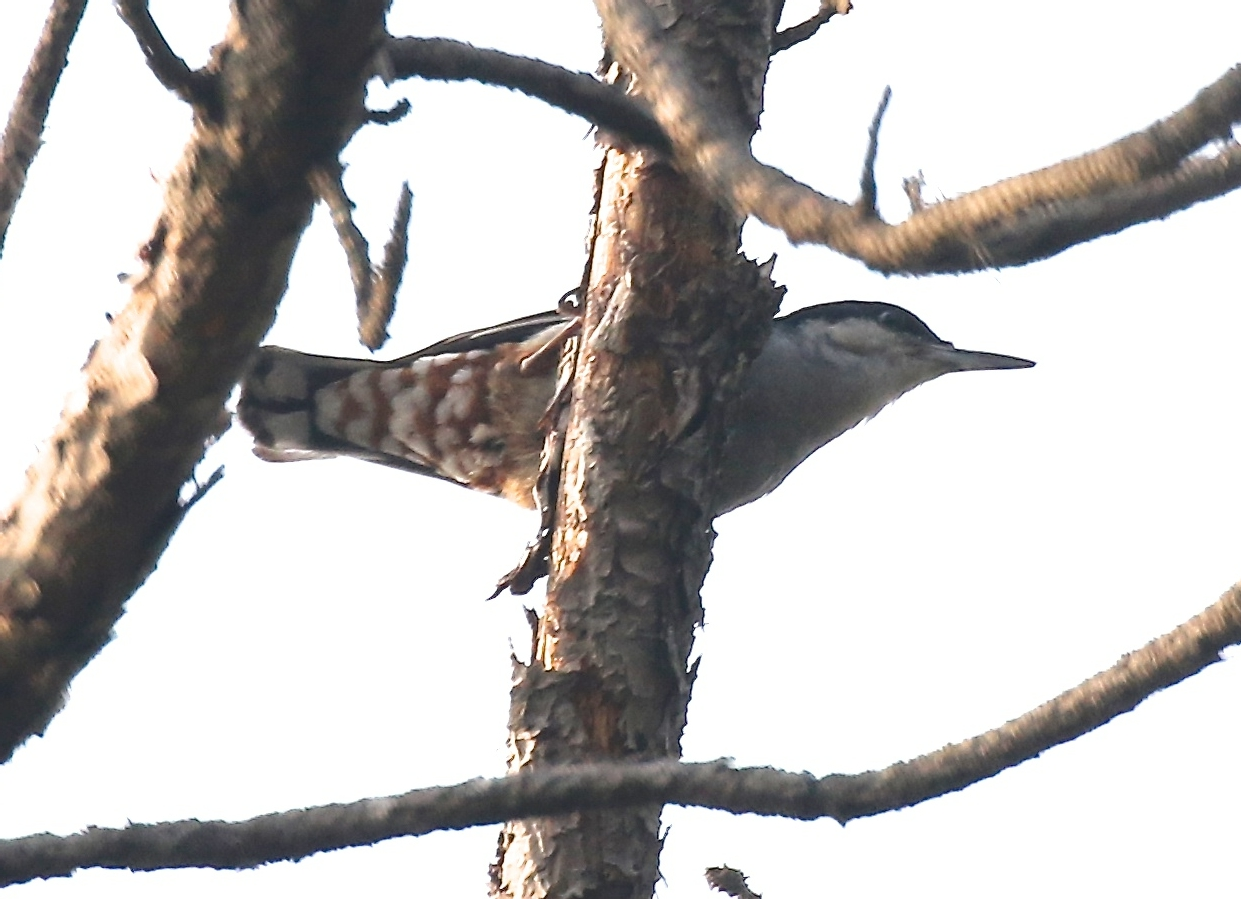
Montanha Doi Ang Khang - Tailândia

## Conservação
Esta espécie está gravemente ameaçada pela desflorestação dos seus habitats montanhosos do sudoeste da China. Como precisa de grandes árvores para construir os seus ninhos nos buracos, é muito sensível à eliminação das árvores grandes, e a BirdLife International na sua publicação de 2013 classificou esta espécie como em perigo porque acredita-se que a actual população, antes estimada em 10 000 indivíduos, é de apenas 2 500 e continua a baixar.